# NGC 736
NGC 736 ist eine Elliptische Galaxie vom Hubble-Typ E0 im Sternbild Dreieck am Nordsternhimmel. Sie ist schätzungsweise 196 Millionen Lichtjahre von der Milchstraße entfernt und hat einen Durchmesser von etwa 85.000 Lichtjahren.
 
Im selben Himmelsareal befinden sich u. a. die Galaxien NGC 738, NGC 739, NGC 740, NGC 750.
Das Objekt wurde am 12. September 1784 von dem deutsch-britischen Astronomen Wilhelm Herschel entdeckt.

## NGC 736-Gruppe (LGG 39)
| Galaxie  | Alternativname | Entfernung/Mio. Lj |
| -------- | -------------- | ------------------ |
| NGC 736  | PGC 7289       | 200                |
| NGC 740  | PGC 7316       | 212                |
| PGC 7333 | UGC 1422       | 210                |